# Les Idées du colonel
Les Idées du colonel est une nouvelle de Guy de Maupassant, parue en 1884.

## Historique
Les Idées du colonel est une nouvelle réaliste publiée dans le quotidien Le Gaulois  du 9 juin 1884, puis la même année dans le recueil Yvette.
Cette nouvelle est la reprise des nouvelles Mariage du lieutenant Laré, publiée en 1878, et Souvenir, parue en 1882.

## Résumé
Le vieux colonel Laporte raconte une de ses histoires. Il explique que l'on reconnaît un Français grâce à l'héroïsme qu'il éprouve en présence d'une femme.

## Édition
- 1884 - Les Idées du colonel, dans Le Gaulois
- 1884 - Les Idées du colonel, dans le recueil Yvette chez l'éditeur Victor Havard.
- 1979 - Les Idées du colonel, dans Maupassant, Contes et Nouvelles, tome II, texte établi et annoté par Louis Forestier, éditions Gallimard, Bibliothèque de la Pléiade